# Mantova Football Club 2012-2013
Questa voce raccoglie le informazioni riguardanti il Mantova Football Club nelle competizioni ufficiali della stagione 2012-2013.

## Stagione
Il Mantova dopo il ritorno tra i professionisti e la sofferta salvezza del maggio scorso ai Playout, nella stagione 2012-2013 vive una stagione più tranquilla nel campionato di Seconda Divisione, restando tuttavia sempre lontano dalle posizioni di vertice, ma anche dai Play-out, raccoglie infatti 48 punti, che valgono il nono posto finale. Nei due gironi di andata e ritorno ottiene lo stesso bottino di 24 punti con un percorso regolare della stagione. Nel girone di andata l'allenatore è stato Sauro Frutti, l'indimenticato bomber mantovano a cavallo tra gli anni '70 e '80. Nel girone di ritorno, con la speranza di cambiare marcia, la squadra biancorossa viene invece affidata a Giuseppe Brucato. L'umbro Stefano Del Sante con 14 reti è il miglior marcatore stagionale virgiliano. Nella Coppa Italia di Lega Pro il Mantova disputa ad agosto il girone D di qualificazione, con Castiglione e Tritium, ottengono 3 punti a testa tutte tre, ma passa la Tritium alla seconda fase, per la miglior differenza reti.

## Divise e sponsor
Per la seconda stagione tra i professionisti, vengono mantenute le divise della stagione precedente.
| Casa | Trasferta | Terza divisa |

## Rosa
| N. |                   | Ruolo | Calciatore         |
| -- | ----------------- | ----- | ------------------ |
|    | Italia (bandiera) | P     | Andrea Bavena      |
|    | Italia (bandiera) | P     | Marco Festa        |
|    | Italia (bandiera) | P     | Stefano Portesi    |
|    | Italia (bandiera) | D     | Davide Bersi       |
|    | Italia (bandiera) | D     | Andrea Bertin      |
|    | Italia (bandiera) | D     | Francesco Bini     |
|    | Italia (bandiera) | D     | Davide Cavallaro   |
|    | Italia (bandiera) | D     | Davide Corso       |
|    | Italia (bandiera) | D     | Davide Esperimento |
|    | Italia (bandiera) | D     | Alessandro Farina  |
|    | Italia (bandiera) | D     | Valerio Giordani   |
|    | Italia (bandiera) | D     | Sebastiano Girelli |
|    | Italia (bandiera) | D     | Simone Guarco      |
|    | Italia (bandiera) | D     | Filippo Mambrin    |

| N. |                   | Ruolo | Calciatore             |
| -- | ----------------- | ----- | ---------------------- |
|    | Italia (bandiera) | D     | Alessandro Vecchi      |
|    | Italia (bandiera) | C     | Andrea Burato          |
|    | Italia (bandiera) | C     | Federico Cerone        |
|    | Italia (bandiera) | C     | Francesco Cocci        |
|    | Italia (bandiera) | C     | Mario Colonetti        |
|    | Italia (bandiera) | C     | Lorenzo Galassi        |
|    | Italia (bandiera) | C     | Daniele Mattielig      |
|    | Italia (bandiera) | C     | Filippo Pensalfini     |
|    | Italia (bandiera) | C     | Manuel Spinale         |
|    | Italia (bandiera) | A     | Christopher Basso      |
|    | Italia (bandiera) | A     | Alessandro De Respinis |
|    | Italia (bandiera) | A     | Stefano Del Sante      |
|    | Italia (bandiera) | A     | Stefano Franchi        |
|    | Italia (bandiera) | A     | Stefano Pietribiasi    |

## Organigramma societario
| Organigramma 2012/13 - Presidente: Bruno Bompieri, Michele Lodi - Presidente onorario: Bruno Bompieri - Vice Presidente: Gian Battista Tirelli - Amministratore delegato: Federico Bosi - Direttore generale: Maurizio Ruberti, Alessandro Dusi - Direttore tecnico: Alfio Pelliccioni - Segretario generale: Laura Vaccari - Team Manager: Marco Marocchi - Resp. Marketing: Alessandro Tanassi, Massimo Andreoli - Addetto Stampa: Alessandro Tanassi - Consulente di mercato: Michele Cossato | Area tecnica - Allenatore: Sauro Frutti, Giuseppe Brucato - Allenatore in seconda: Mirko Benevelli - Preparatore atletico: Elia Berti - Fisioterapista: Enrico Ballardini - Preparatore portieri: Mirko Bellodi | Settore giovanile - Responsabile: Claudio Turella - Responsabile Tecnico: Enrico Ghirardi - Responsabile attività di base: Stefano Cortesi |

## Risultati

### Campionato

#### Girone di andata
| Arbitro: | Lanza (Torino) |

|                                      |           |  |
| Filippi 61’ Oggiano 84’ Melandri 89’ | Marcatori |  |

| Arbitro: | Fanton (Lodi) |

|                          |           |                         |
| Franchi 42’ Cerone 90+2’ | Marcatori | 7’ Giannusa 22’ Marolda |

| Arbitro: | Mainardi (Bergamo) |

|            |           |                                      |
| Di Dio 69’ | Marcatori | 10’ Franchi 62’ Vecchi 74’ Del Sante |

| Arbitro: | Serra (Torino) |

|             |           |                                      |
| Franchi 50’ | Marcatori | 39’ Gualdi 56’ Zanetti 64’ Brighenti |

| Arbitro: | Tardino (Milano) |

|               |           |            |
| Bersi 5’, 23’ | Marcatori | 79’ Mateos |

| Arbitro: | Fiore (Barletta) |

|                    |           |                    |
| Fr. Virdis 7’, 36’ | Marcatori | 62’, 72’ Del Sante |

| Arbitro: | Rossi (Rovigo) |

|                               |           |                           |
| Del Sante 19’ Pietribiasi 35’ | Marcatori | 60’ Masini 74’ Varricchio |

| Arbitro: | Reni (Pistoia) |

|                        |           |  |
| Franchini 90+4’ (rig.) | Marcatori |  |

| Arbitro: | Guccini (Albano Laziale) |

|                |           |  |
| Pietribiasi 9’ | Marcatori |  |

| Arbitro: | Marchesini (Legnago) |

|  |           |               |
|  | Marcatori | 43’ Del Sante |

| Arbitro: | Mainardi (Bergamo) |

|                                                                     |           |                    |
| Cozzolino 41’ M. Serafini 52’ (rig.), 83’ Giannone 87’ Falomi 90+1’ | Marcatori | 17’, 37’ Del Sante |

| Arbitro: | Ferrari (Mestre) |

|                        |           |                       |
| Franchi 34’ Vecchi 64’ | Marcatori | 18’ Zanigni 89’ Morga |

| Arbitro: | Ceccato (Bassano del Grappa) |

|  |           |               |
|  | Marcatori | 54’ Del Sante |

| Arbitro: | Baldicchi (Città di Castello) |

|                  |           |  |
| Bersi 83’ (rig.) | Marcatori |  |

| Arbitro: | Verdenelli (Foligno) |

|                           |           |  |
| Maccabiti 39’ Tarlato 66’ | Marcatori |  |

| Arbitro: | Albertini (Ascoli Piceno) |

|                         |           |                   |
| Corso 33’ Del Sante 68’ | Marcatori | 29’, 82’ D. Rossi |

| Arbitro: | Capilungo (Lecce) |

|                               |           |                                 |
| Anastasi 34’ Iv. Graziani 73’ | Marcatori | 74’ (aut.) Cola 90+4’ Del Sante |

#### Girone di ritorno
| Arbitro: | Brodo (Viterbo) |

|                         |           |              |
| Franchi 6’ Del Sante 9’ | Marcatori | 58’ Petrascu |

| Arbitro: | Fiore (Barletta) |

|             |           |                                           |
| Marolda 53’ | Marcatori | 17’ Del Sante 25’ Pietribiasi 75’ Galassi |

| Mantova 20 gennaio 2013 20ª giornata | Mantova                   | 0 – 0 | Vallée d'Aoste | Stadio Danilo Martelli\| Arbitro: \| Lacagnina (Caltanissetta) \| |
| Arbitro:                             | Lacagnina (Caltanissetta) |       |                |                                                                   |

| Arbitro: | Amoroso (Paola) |

|                                          |           |                                         |
| Brighenti 12’ Gaeta 40’ Zanetti 44’, 67’ | Marcatori | 9’ Galassi 39’ (rig.) Bersi 69’ Franchi |

| Arbitro: | Rizzo (Siena) |

|                         |           |                 |
| Zanella 39’ Zizzari 79’ | Marcatori | 44’ Pietribiasi |

| Arbitro: | Bietolini (Firenze) |

|              |           |                                             |
| Del Sante 5’ | Marcatori | 3’ Scotto 30’ (aut.) Farina 70’ Iv. Marconi |

| Arbitro: | Bietolini (Firenze) |

|               |           |                  |
| Capellupo 10’ | Marcatori | 64’, 74’ Franchi |

| Arbitro: | Benassi (Bologna) |

|               |           |                  |
| Spinale 90+1’ | Marcatori | 7’, 90+4’ Godeas |

| Arbitro: | Marchesini (Legnago) |

|               |           |                          |
| Cristiano 35’ | Marcatori | 24’ Bini 77’ De Respinis |

| Arbitro: | Strocchia (Nola) |

|  |           |                             |
|  | Marcatori | 36’ De Cenco 88’ Gasbarroni |

| Arbitro: | Marini (Roma) |

|                 |           |  |
| De Respinis 66’ | Marcatori |  |

| Arbitro: | Morreale (Roma) |

|                                                  |           |                 |
| R. Taddei 34’ Onescu 47’ M. Brighi 50’ Morga 77’ | Marcatori | 18’ Pietribiasi |

| Arbitro: | Adducci (Paola) |

|                 |           |                  |
| Pietribiasi 89’ | Marcatori | 24’ G. Maccarone |

| Milazzo 21 aprile 2013 31ª giornata | Milazzo        | 0 – 0 | Mantova | Stadio Grotta Polifemo\| Arbitro: \| Reni (Pistoia) \| |
| Arbitro:                            | Reni (Pistoia) |       |         |                                                        |

| Arbitro: | Greco (Lecce) |

|               |           |  |
| Del Sante 44’ | Marcatori |  |

| Arbitro: | Lacagnina (Caltanissetta) |

|                 |           |  |
| A. Ferretti 56’ | Marcatori |  |

| Arbitro: | Ceccato (Bassano del Grappa) |

|                        |           |              |
| Del Sante 77’ Bini 80’ | Marcatori | 65’ Anastasi |

## Classifica finale
|  |    | Lega Pro Seconda Divisione girone A 2012-2013 | Pt | G  | V  | N | P  | GF | GS | DR |
|  | -- | --------------------------------------------- | -- | -- | -- | - | -- | -- | -- | -- |
|  | 9. | Mantova                                       | 48 | 34 | 13 | 9 | 12 | 45 | 51 | -7 |

### Coppa Italia di Lega Pro

#### Girone D
| Arbitro: | Caso (Verona) |

|  |           |              |
|  | Marcatori | 76’ Avanzini |

| Arbitro: | Bindoni (Venezia) |

|  |           |                 |
|  | Marcatori | 27’ Pietribiasi |

| Arbitro: | Ceccato (Bassano del Grappa) |

|              |           |                                         |
| Avanzini 67’ | Marcatori | 14’ Cusaro 45+1’ Cogliati 54’ Casiraghi |